# 大井田景国
大井田 景国（おおいだ かげくに）は、戦国時代から安土桃山時代にかけての武将。上杉氏の家臣。

## 生涯
上田長尾家6代当主・長尾房長の子として誕生。
当時の上田長尾家と親密な関係にあった大井田氏に男子が居なかったため、当主・大井田氏景の婿養子として迎えられた。
以後は上杉謙信、甥の景勝に仕えたが、天正18年（1590年）に突如として景勝に切腹を命じられて自害した。子・基政も他家預かりとなり、大井田家は改易された。
大井田氏の名跡は親族の島倉俊継（母は大井田氏）が受け継ぎ、米沢藩士として続いた。